# 缙云山
缙云山位于重庆市北碚区城北嘉陵江畔。

## 历史
1982年，缙云山、北温泉与合川钓鱼城一同被列为国家重点风景名胜区。缙云山由九峰组成。最高玉尖峰，海拔1050米。以险峻壮观知名的狮子峰海拔980米。缙云山系全国自然保护区，区内气候温和，雨量充沛，水资源极为丰富，土壤为缙云黄壤。植被丰富，生长着1700多种亚热带植物。
缙云山是道教名山。传说黄帝时缙云氏及高辛氏来到此处防御魑魅，黄帝曾在缙云山炼丹。

缙云山也是川东的佛教胜地，位于狮子峰下的缙云寺始建于南朝刘宋景平元年（423年），多年来香火旺盛。